# Tunge, Sörbygdens och Sotenäs häraders valkrets
Tunge, Sörbygdens och Sotenäs häraders valkrets var en egen valkrets med ett mandat vid riksdagsvalen till andra kammaren 1866–1908. Valkretsen, som omfattade Tunge, Sörbygdens härad och Sotenäs härader, avskaffades vid införandet av proportionellt valsystem i valet 1911 och uppgick då i Göteborgs och Bohus läns norra valkrets.

## Riksdagsmän
- Adolf von Proschwitz, lmp (1867–1869)
- Johannes Andersson (1870–första riksmötet 1887)
- Carl Anders Neiglick (andra riksmötet 1887 t.o.m. 13/6)
- Johannes Andersson (13/6–31/12 1887)
- Wilfrid Ullman (1888–1890)
- Carl Mauritz Ekström, gamla lmp (1891–1893)
- August Johansson, nya lmp 1894, lmp 1895–1898 (1894–1898)
- Carl Wallentin, lmp (1899)
- Octo Gädda, lmp (1900–1902)
- Carl Wallentin, lib s (1903–1911)

## Valresultat

### 1887 I
| Andrakammarvalet i Sverige 1887 I: Tunge, Sörbygdens och Sotenäs häraders valkrets | Andrakammarvalet i Sverige 1887 I: Tunge, Sörbygdens och Sotenäs häraders valkrets | Andrakammarvalet i Sverige 1887 I: Tunge, Sörbygdens och Sotenäs häraders valkrets | Andrakammarvalet i Sverige 1887 I: Tunge, Sörbygdens och Sotenäs häraders valkrets | Andrakammarvalet i Sverige 1887 I: Tunge, Sörbygdens och Sotenäs häraders valkrets |
| Kandidat                                                                           | Kandidat                                                                           | Röster                                                                             | Röster                                                                             | Röster                                                                             |
| Kandidat                                                                           | Kandidat                                                                           | Antal                                                                              | %                                                                                  | +− %                                                                               |
| ---------------------------------------------------------------------------------- | ---------------------------------------------------------------------------------- | ---------------------------------------------------------------------------------- | ---------------------------------------------------------------------------------- | ---------------------------------------------------------------------------------- |
|                                                                                    | Johannes Andersson (prot.)                                                         | 133                                                                                | 97,1                                                                               |                                                                                    |
|                                                                                    | Övriga kandidater                                                                  | 4                                                                                  | 2,9                                                                                |                                                                                    |
| Antal giltiga röster                                                               | Antal giltiga röster                                                               | 137                                                                                |                                                                                    |                                                                                    |
| Kasserade röster                                                                   | Kasserade röster                                                                   | 509                                                                                |                                                                                    |                                                                                    |
| Totalt                                                                             | Totalt                                                                             | 646                                                                                |                                                                                    |                                                                                    |

Valet ägde rum den 3 april 1887. Valdeltagandet var 59,2%.

### 1887 II
| Andrakammarvalet i Sverige 1887 II: Tunge, Sörbygdens och Sotenäs häraders valkrets | Andrakammarvalet i Sverige 1887 II: Tunge, Sörbygdens och Sotenäs häraders valkrets | Andrakammarvalet i Sverige 1887 II: Tunge, Sörbygdens och Sotenäs häraders valkrets | Andrakammarvalet i Sverige 1887 II: Tunge, Sörbygdens och Sotenäs häraders valkrets | Andrakammarvalet i Sverige 1887 II: Tunge, Sörbygdens och Sotenäs häraders valkrets |
| Kandidat                                                                            | Kandidat                                                                            | Röster                                                                              | Röster                                                                              | Röster                                                                              |
| Kandidat                                                                            | Kandidat                                                                            | Antal                                                                               | %                                                                                   | +− %                                                                                |
| ----------------------------------------------------------------------------------- | ----------------------------------------------------------------------------------- | ----------------------------------------------------------------------------------- | ----------------------------------------------------------------------------------- | ----------------------------------------------------------------------------------- |
|                                                                                     | Wilfrid Ullman (frih.)                                                              | 232                                                                                 | 58,1                                                                                |                                                                                     |
|                                                                                     | Johannes Andersson (prot.)                                                          | 165                                                                                 | 41,4                                                                                | ▼55,7                                                                               |
|                                                                                     | Övriga kandidater                                                                   | 2                                                                                   | 0,5                                                                                 |                                                                                     |
| Antal giltiga röster                                                                | Antal giltiga röster                                                                | 399                                                                                 |                                                                                     |                                                                                     |
| Kasserade röster                                                                    | Kasserade röster                                                                    | 119                                                                                 |                                                                                     |                                                                                     |
| Totalt                                                                              | Totalt                                                                              | 518                                                                                 |                                                                                     |                                                                                     |

Valet ägde rum den 18 september 1887. Valdeltagandet var 45,8%.

### 1890
| Andrakammarvalet i Sverige 1890: Tunge, Sörbygdens och Sotenäs häraders valkrets | Andrakammarvalet i Sverige 1890: Tunge, Sörbygdens och Sotenäs häraders valkrets | Andrakammarvalet i Sverige 1890: Tunge, Sörbygdens och Sotenäs häraders valkrets | Andrakammarvalet i Sverige 1890: Tunge, Sörbygdens och Sotenäs häraders valkrets | Andrakammarvalet i Sverige 1890: Tunge, Sörbygdens och Sotenäs häraders valkrets |
| Kandidat                                                                         | Kandidat                                                                         | Röster                                                                           | Röster                                                                           | Röster                                                                           |
| Kandidat                                                                         | Kandidat                                                                         | Antal                                                                            | %                                                                                | +− %                                                                             |
| -------------------------------------------------------------------------------- | -------------------------------------------------------------------------------- | -------------------------------------------------------------------------------- | -------------------------------------------------------------------------------- | -------------------------------------------------------------------------------- |
|                                                                                  | Carl Mauritz Ekström (GL)                                                        | 344                                                                              | 66,0                                                                             |                                                                                  |
|                                                                                  | Octo Gädda (prot.)                                                               | 175                                                                              | 33,6                                                                             |                                                                                  |
|                                                                                  | Övriga kandidater                                                                | 2                                                                                | 0,4                                                                              |                                                                                  |
| Antal giltiga röster                                                             | Antal giltiga röster                                                             | 521                                                                              |                                                                                  |                                                                                  |
| Kasserade röster                                                                 | Kasserade röster                                                                 | 2                                                                                |                                                                                  |                                                                                  |
| Totalt                                                                           | Totalt                                                                           | 523                                                                              |                                                                                  |                                                                                  |

Valet ägde rum den 27 augusti 1890. Valdeltagandet var 46,3%.

### 1893
| Andrakammarvalet i Sverige 1893: Tunge, Sörbygdens och Sotenäs häraders valkrets | Andrakammarvalet i Sverige 1893: Tunge, Sörbygdens och Sotenäs häraders valkrets | Andrakammarvalet i Sverige 1893: Tunge, Sörbygdens och Sotenäs häraders valkrets | Andrakammarvalet i Sverige 1893: Tunge, Sörbygdens och Sotenäs häraders valkrets | Andrakammarvalet i Sverige 1893: Tunge, Sörbygdens och Sotenäs häraders valkrets |
| Kandidat                                                                         | Kandidat                                                                         | Röster                                                                           | Röster                                                                           | Röster                                                                           |
| Kandidat                                                                         | Kandidat                                                                         | Antal                                                                            | %                                                                                | +− %                                                                             |
| -------------------------------------------------------------------------------- | -------------------------------------------------------------------------------- | -------------------------------------------------------------------------------- | -------------------------------------------------------------------------------- | -------------------------------------------------------------------------------- |
|                                                                                  | August Johansson (NL)                                                            | 474                                                                              | 64,5                                                                             |                                                                                  |
|                                                                                  | Carl Mauritz Ekström (GL)                                                        | 257                                                                              | 35,0                                                                             | ▼31,0                                                                            |
|                                                                                  | Övriga kandidater                                                                | 4                                                                                | 0,5                                                                              |                                                                                  |
| Antal giltiga röster                                                             | Antal giltiga röster                                                             | 735                                                                              |                                                                                  |                                                                                  |
| Kasserade röster                                                                 | Kasserade röster                                                                 | 1                                                                                |                                                                                  |                                                                                  |
| Totalt                                                                           | Totalt                                                                           | 736                                                                              |                                                                                  |                                                                                  |

Valet ägde rum den 28 augusti 1893. Valdeltagandet var 56,3%.

### 1896
| Andrakammarvalet i Sverige 1896: Tunge, Sörbygdens och Sotenäs häraders valkrets | Andrakammarvalet i Sverige 1896: Tunge, Sörbygdens och Sotenäs häraders valkrets | Andrakammarvalet i Sverige 1896: Tunge, Sörbygdens och Sotenäs häraders valkrets | Andrakammarvalet i Sverige 1896: Tunge, Sörbygdens och Sotenäs häraders valkrets | Andrakammarvalet i Sverige 1896: Tunge, Sörbygdens och Sotenäs häraders valkrets |
| Kandidat                                                                         | Kandidat                                                                         | Röster                                                                           | Röster                                                                           | Röster                                                                           |
| Kandidat                                                                         | Kandidat                                                                         | Antal                                                                            | %                                                                                | +− %                                                                             |
| -------------------------------------------------------------------------------- | -------------------------------------------------------------------------------- | -------------------------------------------------------------------------------- | -------------------------------------------------------------------------------- | -------------------------------------------------------------------------------- |
|                                                                                  | August Johansson (L, prot.)                                                      | 402                                                                              | 67,6                                                                             | ▲3,1                                                                             |
|                                                                                  | Carl Holmqvist (frih.)                                                           | 184                                                                              | 30,9                                                                             |                                                                                  |
|                                                                                  | Carl Olof Möller (prot.)                                                         | 5                                                                                | 0,8                                                                              |                                                                                  |
|                                                                                  | Övriga kandidater                                                                | 4                                                                                | 0,7                                                                              |                                                                                  |
| Antal giltiga röster                                                             | Antal giltiga röster                                                             | 595                                                                              |                                                                                  |                                                                                  |
| Kasserade röster                                                                 | Kasserade röster                                                                 | 0                                                                                |                                                                                  |                                                                                  |
| Totalt                                                                           | Totalt                                                                           | 595                                                                              |                                                                                  |                                                                                  |

Valet ägde rum den 31 augusti 1896. Valdeltagandet var 44,9%.

### 1899
| Andrakammarvalet i Sverige 1899: Tunge, Sörbygdens och Sotenäs häraders valkrets | Andrakammarvalet i Sverige 1899: Tunge, Sörbygdens och Sotenäs häraders valkrets | Andrakammarvalet i Sverige 1899: Tunge, Sörbygdens och Sotenäs häraders valkrets | Andrakammarvalet i Sverige 1899: Tunge, Sörbygdens och Sotenäs häraders valkrets | Andrakammarvalet i Sverige 1899: Tunge, Sörbygdens och Sotenäs häraders valkrets |
| Kandidat                                                                         | Kandidat                                                                         | Röster                                                                           | Röster                                                                           | Röster                                                                           |
| Kandidat                                                                         | Kandidat                                                                         | Antal                                                                            | %                                                                                | +− %                                                                             |
| -------------------------------------------------------------------------------- | -------------------------------------------------------------------------------- | -------------------------------------------------------------------------------- | -------------------------------------------------------------------------------- | -------------------------------------------------------------------------------- |
|                                                                                  | Octo Gädda                                                                       | 426                                                                              | 51,9                                                                             |                                                                                  |
|                                                                                  | Carl Wallentin (lib.)                                                            | 393                                                                              | 47,9                                                                             |                                                                                  |
|                                                                                  | Övriga kandidater                                                                | 2                                                                                | 0,2                                                                              |                                                                                  |
| Antal giltiga röster                                                             | Antal giltiga röster                                                             | 821                                                                              |                                                                                  |                                                                                  |
| Kasserade röster                                                                 | Kasserade röster                                                                 | 1                                                                                |                                                                                  |                                                                                  |
| Totalt                                                                           | Totalt                                                                           | 822                                                                              |                                                                                  |                                                                                  |

Valet ägde rum den 26 augusti 1899. Valdeltagandet var 52,9%.

### 1902
| Andrakammarvalet i Sverige 1902: Tunge, Sörbygdens och Sotenäs häraders valkrets | Andrakammarvalet i Sverige 1902: Tunge, Sörbygdens och Sotenäs häraders valkrets | Andrakammarvalet i Sverige 1902: Tunge, Sörbygdens och Sotenäs häraders valkrets | Andrakammarvalet i Sverige 1902: Tunge, Sörbygdens och Sotenäs häraders valkrets | Andrakammarvalet i Sverige 1902: Tunge, Sörbygdens och Sotenäs häraders valkrets |
| Kandidat                                                                         | Kandidat                                                                         | Röster                                                                           | Röster                                                                           | Röster                                                                           |
| Kandidat                                                                         | Kandidat                                                                         | Antal                                                                            | %                                                                                | +− %                                                                             |
| -------------------------------------------------------------------------------- | -------------------------------------------------------------------------------- | -------------------------------------------------------------------------------- | -------------------------------------------------------------------------------- | -------------------------------------------------------------------------------- |
|                                                                                  | Carl Wallentin                                                                   | 584                                                                              | 54,6                                                                             | ▲6,7                                                                             |
|                                                                                  | Octo Gädda (L)                                                                   | 436                                                                              | 40,8                                                                             | ▼11,1                                                                            |
|                                                                                  | Gustaf Rydén (lib.)                                                              | 46                                                                               | 4,3                                                                              |                                                                                  |
|                                                                                  | Övriga kandidater                                                                | 3                                                                                | 0,3                                                                              |                                                                                  |
| Antal giltiga röster                                                             | Antal giltiga röster                                                             | 1 069                                                                            |                                                                                  |                                                                                  |
| Kasserade röster                                                                 | Kasserade röster                                                                 | 1                                                                                |                                                                                  |                                                                                  |
| Totalt                                                                           | Totalt                                                                           | 1 070                                                                            |                                                                                  |                                                                                  |

Valet ägde rum den 14 september 1902. Valdeltagandet var 65,9%.

### 1905
| Andrakammarvalet i Sverige 1905: Tunge, Sörbygdens och Sotenäs häraders valkrets | Andrakammarvalet i Sverige 1905: Tunge, Sörbygdens och Sotenäs häraders valkrets | Andrakammarvalet i Sverige 1905: Tunge, Sörbygdens och Sotenäs häraders valkrets | Andrakammarvalet i Sverige 1905: Tunge, Sörbygdens och Sotenäs häraders valkrets | Andrakammarvalet i Sverige 1905: Tunge, Sörbygdens och Sotenäs häraders valkrets |
| Kandidat                                                                         | Kandidat                                                                         | Röster                                                                           | Röster                                                                           | Röster                                                                           |
| Kandidat                                                                         | Kandidat                                                                         | Antal                                                                            | %                                                                                | +− %                                                                             |
| -------------------------------------------------------------------------------- | -------------------------------------------------------------------------------- | -------------------------------------------------------------------------------- | -------------------------------------------------------------------------------- | -------------------------------------------------------------------------------- |
|                                                                                  | Carl Wallentin                                                                   | 613                                                                              | 55,9                                                                             | ▲1,3                                                                             |
|                                                                                  | Octo Gädda (h)                                                                   | 481                                                                              | 43,9                                                                             | ▲3,1                                                                             |
|                                                                                  | Övriga kandidater                                                                | 2                                                                                | 0,2                                                                              |                                                                                  |
| Antal giltiga röster                                                             | Antal giltiga röster                                                             | 1 096                                                                            |                                                                                  |                                                                                  |
| Kasserade röster                                                                 | Kasserade röster                                                                 | 2                                                                                |                                                                                  |                                                                                  |
| Totalt                                                                           | Totalt                                                                           | 1 098                                                                            |                                                                                  |                                                                                  |

Valet ägde rum den 10 september 1905. Valdeltagandet var 64,1%.

### 1908
| Andrakammarvalet i Sverige 1908: Tunge, Sörbygdens och Sotenäs häraders valkrets | Andrakammarvalet i Sverige 1908: Tunge, Sörbygdens och Sotenäs häraders valkrets | Andrakammarvalet i Sverige 1908: Tunge, Sörbygdens och Sotenäs häraders valkrets | Andrakammarvalet i Sverige 1908: Tunge, Sörbygdens och Sotenäs häraders valkrets | Andrakammarvalet i Sverige 1908: Tunge, Sörbygdens och Sotenäs häraders valkrets |
| Kandidat                                                                         | Kandidat                                                                         | Röster                                                                           | Röster                                                                           | Röster                                                                           |
| Kandidat                                                                         | Kandidat                                                                         | Antal                                                                            | %                                                                                | +− %                                                                             |
| -------------------------------------------------------------------------------- | -------------------------------------------------------------------------------- | -------------------------------------------------------------------------------- | -------------------------------------------------------------------------------- | -------------------------------------------------------------------------------- |
|                                                                                  | Carl Wallentin                                                                   | 860                                                                              | 56,2                                                                             | ▲0,3                                                                             |
|                                                                                  | Fritz Östlund (höger)                                                            | 671                                                                              | 43,8                                                                             |                                                                                  |
| Antal giltiga röster                                                             | Antal giltiga röster                                                             | 1 531                                                                            |                                                                                  |                                                                                  |
| Kasserade röster                                                                 | Kasserade röster                                                                 | 1                                                                                |                                                                                  |                                                                                  |
| Totalt                                                                           | Totalt                                                                           | 1 532                                                                            |                                                                                  |                                                                                  |

Valet ägde rum den 6 september 1908. Valdeltagandet var 70,8%.